# 161-й гвардейский бомбардировочный авиационный полк
161-й гвардейский бомбардировочный авиационный Черкасский ордена Богдана Хмельницкого полк (161-й гв. бап) — авиационный полк в составе ВС СССР во время Великой Отечественной войны, передан в состав ВВС Украины в 1992 году.

## История наименований полка
- 804-й бомбардировочный авиационный полк;
- 804-й бомбардировочный авиационный Черкасский полк;
- 161-й гвардейский бомбардировочный авиационный Черкасский полк;
- 161-й гвардейский бомбардировочный авиационный Черкасский ордена Богдана Хмельницкого полк;
- 727-й гвардейский бомбардировочный авиационный Черкасский ордена Богдана Хмельницкого полк;
- 44-й гвардейский бомбардировочный авиационный Черкасский ордена Богдана Хмельницкого полк ВВС Украины
- Войсковая часть (Полевая почта) 64344.

## История и боевой путь полка

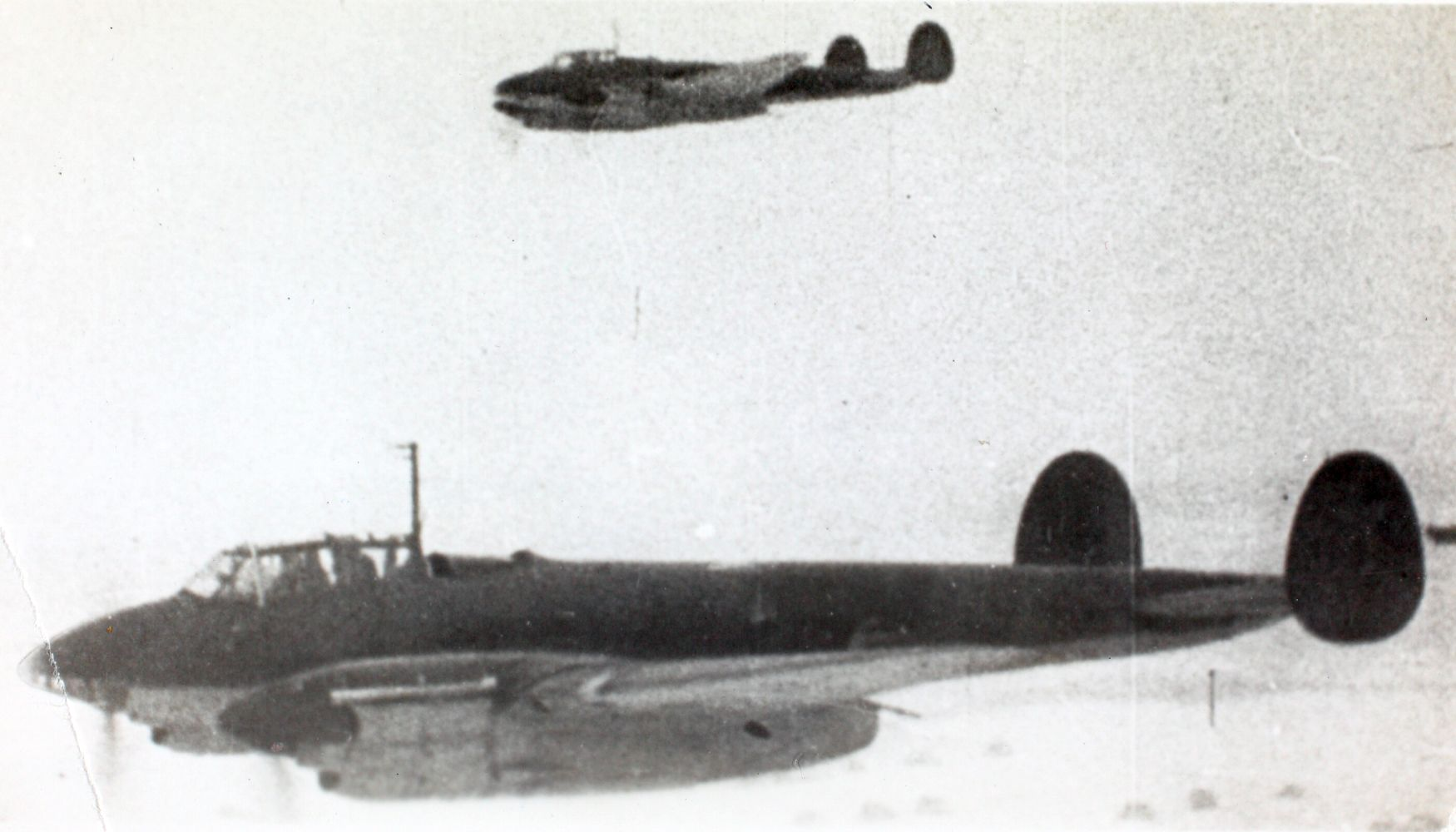
Пе-2 в полёте

Полк был сформирован по приказу НКО как 804-й бомбардировочный авиационный полк. На основании приказа Народного комиссара обороны СССР  № 017 от 5 февраля 1944 года за организованность и хорошую боевую работу, за доблесть и мужество, проявленные воинами дивизии в борьбе с немецкими захватчиками 804-й бомбардировочный авиационный полк 
переименован в 161-й гвардейский бомбардировочный авиационный полк.
Полк в составе 8-й гвардейской бомбардировочной авиационной дивизии, входившей в состав  2-го гвардейского бомбардировочного авиационного корпуса) с 5 февраля 1944 года до начала июля 1944 года участвовал во всех операциях 2-го Украинского фронта (Пятихатская, Знаменская, Кировоградская, Корсунь-Шевченковская и Уманско-Ботошанская операции). Полк участвовал в освобождении Александрии, Знаменки, Кировограда, Звенигородки, Корсунь-Шевченковского и Умани.
6 июля 1944 года 8-я гвардейская бомбардировочная авиационная дивизия в составе 2-й гвардейского бомбардировочного авиационного корпуса (26 декабря 1944 года переименован в 6-й гвардейский бомбардировочный авиационный корпус) была переброшена на 1-й Украинский фронт и включена в состав 2-й воздушной армии. С 14 июля 1944 года подразделения корпуса участвовали в Львовско-Сандомирской операции, а в августе 1944 года — в Ясско-Кишинёвской операции, в ходе которой оказывали содействие войскам 2-го Украинского фронта при освобождении города Яссы. В январе — марте 1945 года корпус поддерживал действия 1-го Украинского фронта фронта в ходе Сандомирско-Силезской, Нижне-Силезской и Верхне-Силезской операций. В его составе 8-я гвардейская бомбардировочная авиационная дивизия принимала участие в освобождении южных районов Польши, Силезского промышленного района, ликвидации окружённых группировок противника под Оппельном и в Бреслау, обеспечивала форсирование наземными частями реки Одер.
На завершающем этапе войны полк участвовал в Берлинской операции и штурме Берлина. Боевой путь полка завершился 11 мая в небе Чехословакии в ходе Пражской операции.

### В составе объединений
| Дата          | Фронт (округ)            | Армия                             | Корпус                                               | Дивизия                                                |
| ------------- | ------------------------ | --------------------------------- | ---------------------------------------------------- | ------------------------------------------------------ |
| 05.02.1944 г. | 2-й Украинский фронт     | 5-я воздушная армия               | 2-й гвардейский бомбардировочный авиационный корпус  | 8-я гвардейская бомбардировочная авиационная дивизия   |
| 06.07.1944 г. | 1-й Украинский фронт     | 2-я воздушная армия               | 2-й гвардейский бомбардировочный авиационный корпус  | 8-я гвардейская бомбардировочная авиационная дивизия   |
| 16.07.1944 г. | 1-й Украинский фронт     | 8-я воздушная армия               | 2-й гвардейский бомбардировочный авиационный корпус  | 8-я гвардейская бомбардировочная авиационная дивизия   |
| 30.07.1944 г. | 1-й Украинский фронт     | 2-я воздушная армия               | 2-й гвардейский бомбардировочный авиационный корпус  | 8-я гвардейская бомбардировочная авиационная дивизия   |
| 26.12.1944 г. | 1-й Украинский фронт     | 2-я воздушная армия               | 6-й гвардейский бомбардировочный авиационный корпус  | 8-я гвардейская бомбардировочная авиационная дивизия   |
| 11.05.1945 г. | 1-й Украинский фронт     | 2-я воздушная армия               | 6-й гвардейский бомбардировочный авиационный корпус  | 8-я гвардейская бомбардировочная авиационная дивизия   |
| 10.06.1945 г. | Центральная группа войск | 2-я воздушная армия               | 6-й гвардейский бомбардировочный авиационный корпус  | 8-я гвардейская бомбардировочная авиационная дивизия   |
| 20.02.1949 г. | Центральная группа войск | 59-я воздушная армия              | 44-й гвардейский бомбардировочный авиационный корпус | 177-я гвардейская бомбардировочная авиационная дивизия |
| 01.07.1953 г. | Центральная группа войск | 59-я воздушная армия              |                                                      | 177-я гвардейская бомбардировочная авиационная дивизия |
| 01.09.1955 г. | Особый корпус            | Авиационный отдел Особого корпуса |                                                      | 177-я гвардейская бомбардировочная авиационная дивизия |
| 24.11.1956 г. | Южная группа войск       | ВВС Южной группы войск            |                                                      | 177-я гвардейская бомбардировочная авиационная дивизия |
| 24.11.1956 г. | Южная группа войск       | ВВС Южной группы войск            |                                                      | 177-я гвардейская бомбардировочная авиационная дивизия |
| 01.08.1960 г. | Южная группа войск       | ВВС Южной группы войск            |                                                      |                                                        |
| 01.04.1967 г. | Южная группа войск       | 36-я воздушная армия              |                                                      |                                                        |
| 05.01.1980 г. | Южная группа войск       | ВВС Южной группы войск            |                                                      |                                                        |
| 10.07.1987 г. | Киевский военный округ   | 24-я воздушная армия ВГК ОН       |                                                      | 32-я бомбардировочная авиационная дивизия              |
| 01.01.1992 г. | Киевский военный округ   | 24-я воздушная армия ВГК ОН       |                                                      | 32-я бомбардировочная авиационная дивизия              |

### Командование

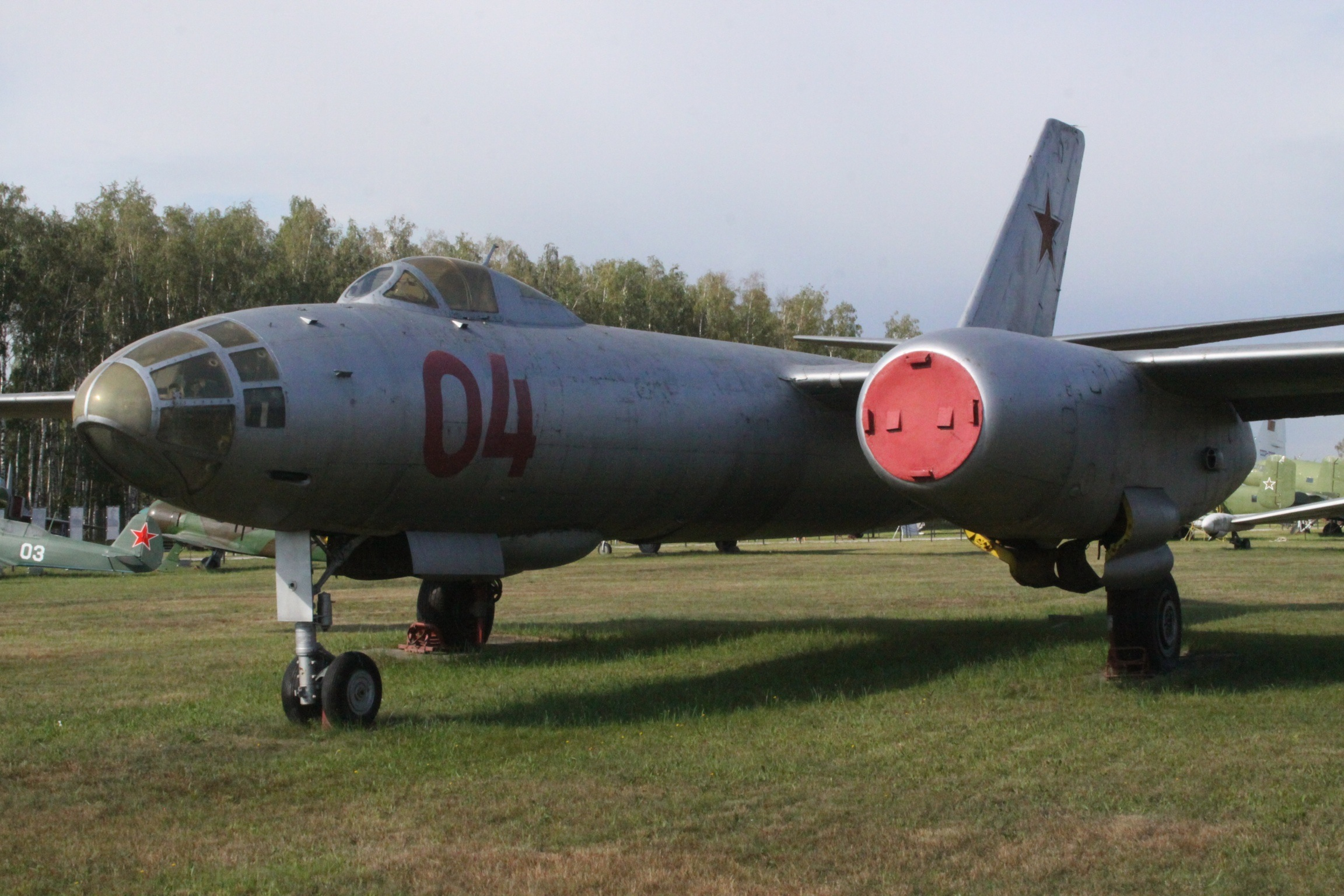
Ил-28. Такие самолёты стояли на вооружении полка с 1952 года по 1969 год.

- подполковник Гаврилов Владимир Яковлевич, по 25.03.1943 г.
- майор Данилов П. Г., 1943—1944 гг.
- гвардии майор Семёнов А. М., 1944—1947 гг.
- гвардии подполковник Лисов Митрофан Андреевич, 1947—1948 гг.
- гвардии майор Стратулатов Н. Г., 1948—1949 гг.
- гвардии подполковник Николаев П. В., 1949—1950 гг.
- гвардии майор Шепелев Н. К., 1950—1951 гг.
- гвардии подполковник Боробико Е. К., 1951—1953 гг.
- гвардии подполковник Крылов М. М., 1953—1956 гг.
- гвардии подполковник Мечетов С. А., 1956—1959 гг.
- гвардии подполковник Шутов Н. В., 1959—1963 гг.
- гвардии подполковник Слинько И. А., 1963—1967 гг.
- гвардии полковник Молоканов В. И., 1967—1970 гг.
- гвардии полковник Ребров И. В., 1970—1973 гг.
- гвардии полковник Степанов В. А., 1973—1976 гг.
- гвардии полковник Баганов Ю. Б., 1976—1978 гг.
- гвардии полковник Орлов В. Я., 1978—1981 гг.
- гвардии полковник Постоев А. И., 1981—1983 гг.
- гвардии полковник Лазебный В. Н., 1983—1984 гг.
- гвардии полковник Корчагин Г. М., 1984—1988 гг.
- гвардии полковник Нидзий Н. А., 1988—1994 гг.
- гвардии подполковник Ушаков Ю. Н., 1994—1995 гг.
- гвардии полковник Веселый В. В., 1995—1996 гг.
- гвардии полковник Сытник Ю. Б., 1996—2000 гг.
- гвардии полковник Жибров А. В., 2001—2004 гг.

### Участие в операциях и битвах
- Днепровско-Карпатская операция:
  - Корсунь-Шевченковская операция с 5 февраля 1944 года по 17 февраля 1944 года.
  - Уманско-Ботошанская операция с 5 марта 1944 года по 17 апреля 1944 года.
- Львовско-Сандомирская операция с 13 июля 1944 года по 3 августа 1944 года.
- Восточно-Карпатская операция:
  - Карпатско-Дуклинская операция (Карпатско-Ужгородская операция) с 8 сентября 1944 года по 28 октября 1944 года.
- Висло-Одерская операция:
  - Сандомирско-Силезская операция — с 12 января 1945 года по 3 февраля 1945 года.
- Нижне-Силезская операция — с 8 февраля 1945 года по 24 февраля 1945 года.
- Верхне-Силезская операция — с 15 марта 1945 года по 31 марта 1945 года.
- Берлинская операция — с 16 апреля 1945 года по 8 мая 1945 года.
- Пражская операция — с 6 мая 1945 года по 11 мая 1945 года.

### Послевоенный период
После войны полк базировался на аэродромах Германии, Австрии и Венгрии в составе 8-й гвардейской бомбардировочной авиационной дивизии 6-го гвардейского бомбардировочного авиационного корпуса 2-й воздушной армии вновь образованной Центральной группы войск.
Директивой Генерального Штаба от 10 января 1949 года полк переименован в 674-й гвардейский бомбардировочный авиационный Черкасский Краснознамённый полк, 8-я гвардейская бомбардировочная авиационная дивизия переименована в 177-ю гвардейскую бомбардировочную авиационную дивизию, корпус переименован в 44-й гвардейский бомбардировочный авиационный корпус, а воздушная армия — в 59-ю воздушную армию.

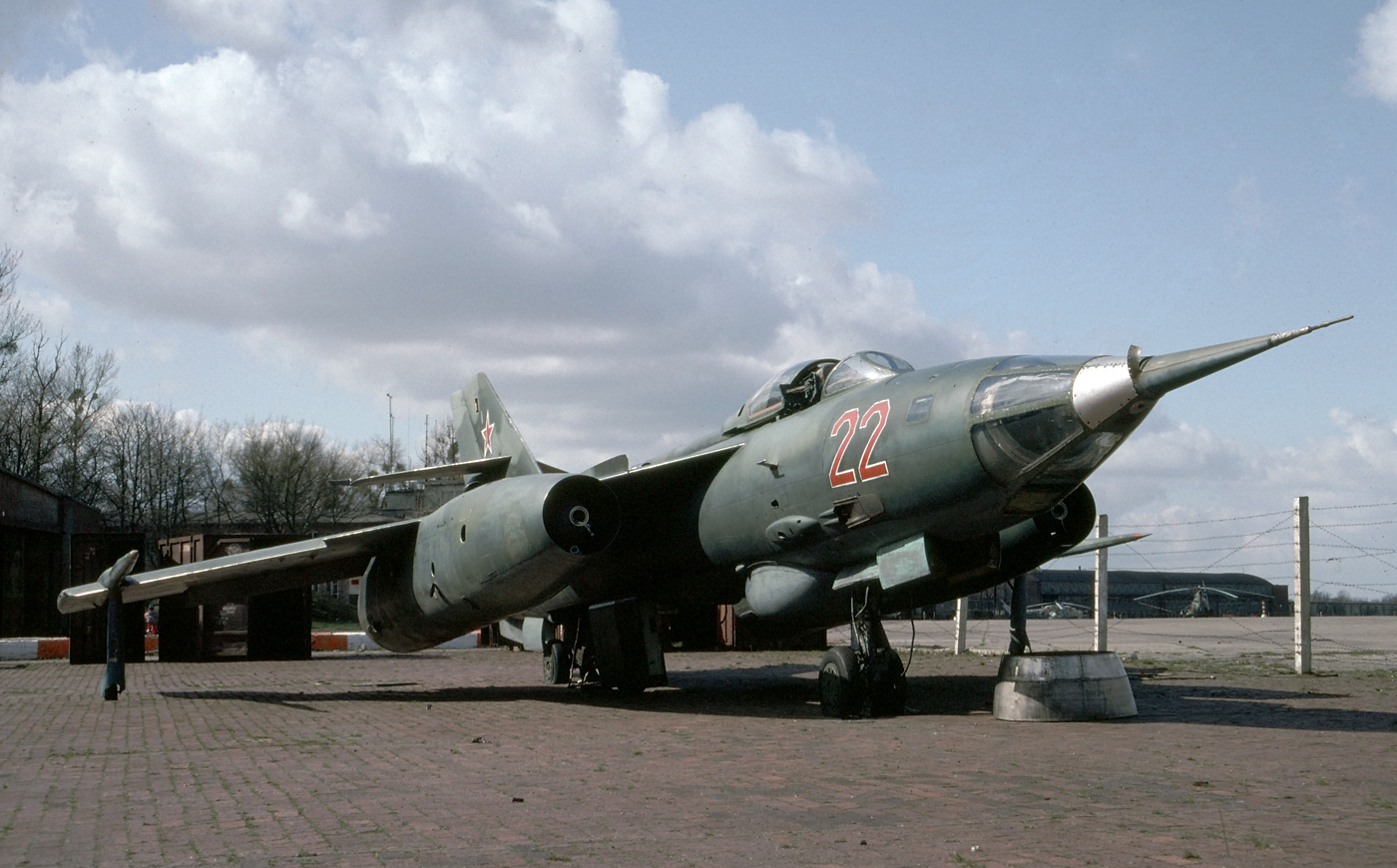
Як-28. Такие самолёты стояли на вооружении полка с 1969 года по 1982 год.

В 1952 году полк был переучен на новую авиационную технику — Ил-28. В июле 1953 года полк в составе дивизии был выведен из Австрии на аэродром Дебрецен в Венгрии. В сентябре 1955 года в связи с упразднением Центральной группы войск и расформированием 59-й воздушной армии дивизия в полном составе вошла во вновь сформированный на базе Центральной группы войск и 59-й воздушной армии Особый корпус.
В 1956 году после восстания в Венгрии дивизия принимала участие в Операции «Вихрь». После событий в Венгрии в октябре-ноябре 1956 года руководством СССР было принято решение о создании новой военной группировки на территории Венгрии, которая сформирована на основе частей и соединений Особого корпуса и соединений, введённых в Венгрию по плану операции «Вихрь». Полк вместе с дивизия вошла в состав ВВС Южной группы войск с 24 ноября 1956 года.
В связи реорганизацией Вооружённых Сил СССР 177-я гвардейская бомбардировочная авиационная дивизия была расформирована в составе ВВС Южной группы войск в соответствии с Законом Верховного Совета СССР «О новом значительном сокращении ВС СССР» от 15.01.1960 г. Полк вошёл в прямое подчинение ВВС Южной группы войск. В 1969 году полк переучился на новые самолёты Як-28, а в феврале 1982 года - на Су-24М.
В июле 1987 года полк был выведен из состава 36-й воздушной армии в состав 32-й бомбардировочной авиационной дивизии 24-й воздушной армии Верховного Главнокомандования оперативного назначения на аэродром Канатово (Кировоград). В январе 1992 года в связи с распадом СССР полк вошёл в состав ВВС Украины.

## Награды
161-й гвардейский бомбардировочный авиационный Черкасский полк Указом Президиума Верховного Совета СССР от 26 апреля 1945 года за образцовое выполнение заданий командования в боях при прорыве обороны немцев и разгроме войск противника юго-западнее Оппельн и проявленные при этом доблесть и мужество награждён орденом «Богдана Хмельницкого III степени».

## Отличившиеся воины

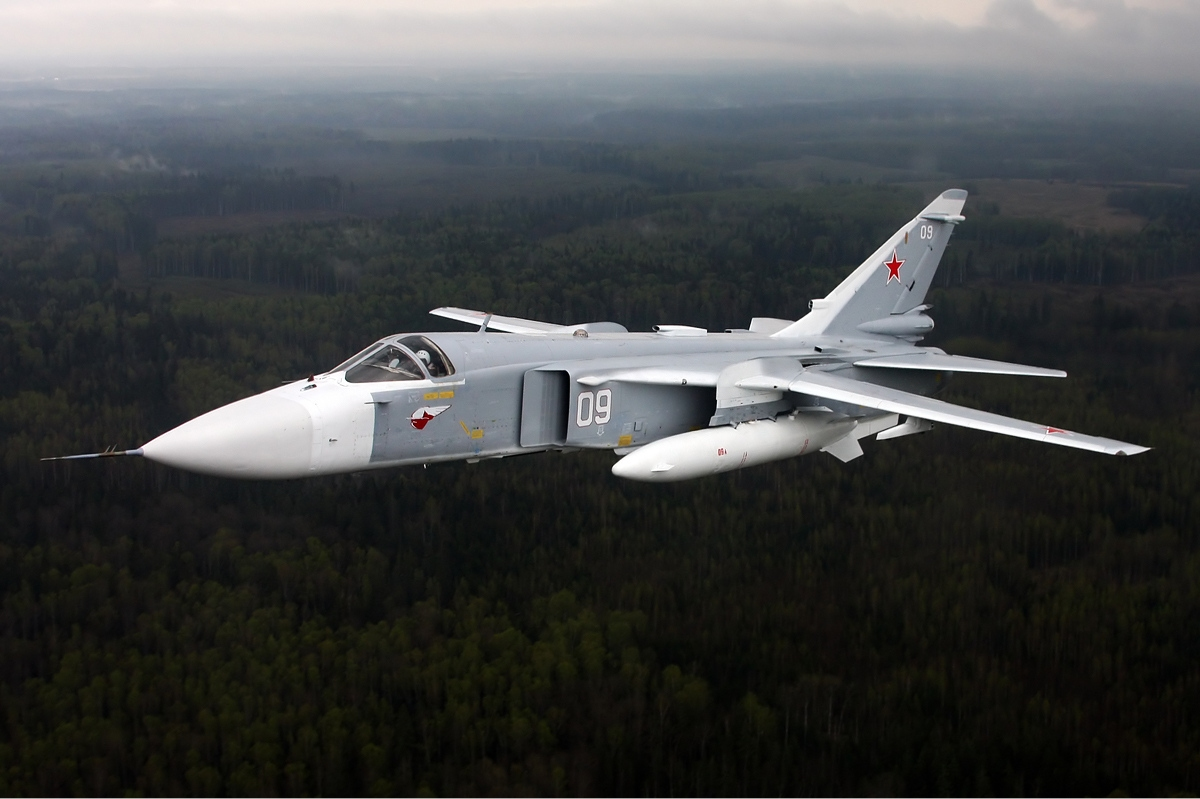
Су-24М. Такие самолёты полк освоил в 1982 году.

- Данилов Алексей Васильевич, гвардии старший лейтенант, командир звена 161-го гвардейского бомбардировочного авиационного полка 8-й гвардейской бомбардировочной авиационной дивизии 6-го гвардейского бомбардировочного авиационного корпуса 2-й воздушной армии Указом Президиума Верховного Совета СССР от 27 июня 1945 года удостоен звания Героя Советского Союза. Золотая Звезда № 7883.
- Тагильцев Владимир Михайлович, гвардии старший лейтенант, командир звена 161-го гвардейского бомбардировочного авиационного полка 8-й гвардейской бомбардировочной авиационной дивизии 6-го гвардейского бомбардировочного авиационного корпуса 2-й воздушной армии Указом Президиума Верховного Совета СССР от 27 июня 1945 года удостоен звания Героя Советского Союза. Золотая Звезда № 7679.

## Благодарности Верховного Главнокомандующего
Воинам полка в составе 8-й гвардейской бомбардировочной авиационной дивизии объявлены благодарности Верховного Главнокомандующего:
- За овладение в Домбровском угольном районе городами Катовице, Семяновиц, Крулевска Гута (Кенигсхютте), Миколув (Николаи) и в Силезии городом Беутен[4].
- За разгром окружённой группировки противника юго-западнее Оппельна и овладении в Силезии городами Нойштадт, Козель, Штейнау, Зюльц, Краппитц, Обер-Глогау, Фалькенберг[5].
- За овладение городом и крепостью Бреславль (Бреслау)[6].

## Самолёты на вооружении
| Период      | Самолёты |
| ----------- | -------- |
| 1942 — 1952 | Пе-2     |
| 1952 — 1969 | Ил-28    |
| 1969 — 1982 | Як-28    |
| 1982 — 1992 | Су-24М   |

## Базирование
| Период               | Место базирования                               |
| -------------------- | ----------------------------------------------- |
| 04.1945 — 01.07.1945 | Шпротава, Польша                                |
| 01.07.1945 — 1947    | аэродром Штрасхоф-ан-дер-Нордбан, Австрия)      |
| 1947 — 01.1952       | аэродром Гётцендорф-ан-дер-Лайта, Австрия)      |
| 01.1952 — 07.1953    | аэродром Цвёльфаксинг, Австрия)                 |
| 07.1953 — 11.1956    | аэродром Тёкёль, Венгрия)                       |
| 11.1956 — 07.1960    | аэродром Кунмадараш, Венгрия)                   |
| 07.1960 — 10.07.1987 | аэродром Дебрецен, Венгрия)                     |
| 10.07.1987 —         | аэродром Канатово (Кировоград), Украинская ССР) |